# Imprint (lettertype)
De Series No. 101 Imprint was het eerste lettertype dat geheel ontworpen werd voor machinezetsel. Het snijden van dit lettertype in 1912 was een gebeurtenis met een grote betekenis voor de typografie. In die jaren was het gebruikelijk oude en modernere lettertypen te kopiëren.
Het was een succesvolle letter, die het bewijs leverde dat het niet alleen mogelijk was nieuwe letters te tekenen en te snijden met een pantograaf, maar ook dat de kwaliteit van mechanisch geproduceerd zetsel niet onderdeed voor die van handzetsel.
Gerald Meynell, de stichter van het tijdschrift The Imprint, vroeg The Monotype Corporation ltd. deze letter te ontwerpen voor gebruik in zijn uitgave. In samenwerking met Edward Johnston en J.H. Mason werd Series 101 getekend naar het voorbeeld van een laat-achttiende-eeuws lettertype.
In wezen is het een wat gestroomlijnde en rondere versie van Caslon Old Face. De x-hoogte is wat groter dan de meeste lettertypen uit die tijd. Zetselmatrijzen waren beschikbaar van 5 punt pica (5D) tot en met 13,5 punt pica (14D). Verder waren er twee versies vet beschikbaar:
- Series No. 310, Imprint Bold No.1
- Series No. 410, Imprint Bold No.2
- Series No. 190, Imprint Shadow

Imprint Shadow was alleen in 60- en 72-punts matrijzen beschikbaar, voor het gebruik op de supercaster.

## Beschikbare matrijzen Imprint
101: Imprint romein/cursief
combineert met series 310 of 410
zetsel-matrijzen: UA.4 = 6-12pt, UA.4a = 13.5pt
| korps: | 6pt (6D) | 6.5pt (6D) | 7pt (7D) | 8pt (8D) | 9pt (8D) | 10pt (9D) | 11pt (10D) | 12pt (11D) | 13.5pt on 14pE |
| set:   | 7        | 7.75       | 7.75     | 8.5      | 9.25     | 9.5       | 10.25      | 11.75      | 13.25          |
| line:  | M.1237   | M.1257     | M.1257   | M.1285   | M.1312   | M.1300    | M.1325     | M.1375     | M.1440         |

grootzetsel:
| korps:     | 16pt (16D) | 18pt (18D) | 24pt (24D) |
| UA.romein  | 106        | 106        | 107        |
| UA.cursief | ontbreekt  | 128        | 129        |
| set:       | 16         | 18         | 24         |
| line:      | T.1609     | T.1810     | T.2364     |

display-matrijzen:
| korps: | 14pt   | 16pt   | 18pt   | 20pt   | 24pt   | 30pt   | 36pt   |
| line:  | T.1395 | T.1609 | T.1810 | T.1998 | T.2364 | T.2918 | T.3608 |

310: Imprint Bold romein/cursief
combineert met series 101
zetsel-matrijzen: UA.98 = 6pt-13.5pt
| korps: | 6pt (6D) | 6.5pt (6D) | 7pt (7D) | 8pt (8D) | 9pt (8D) | 10pt (9D) | 11pt (10D) | 12pt (11D) | 13.5pt on 14pE |
| set:   | 7        | 7.75       | 7.75     | 8.5      | 9.25     | 9.5       | 10.25      | 11.75      | 13.25          |
| line:  | M.1237   | M.1257     | M.1257   | M.1285   | M.1312   | M.1300    | M.1325     | M.1375     | M.1440         |

410: Imprint Bold No.2 romein/cursief
combineert met series 101
zetsel-matrijzen: 6-13.5pt
| korps:     | 6pt (6D) | 7pt short desc. op 6.5pE (6D) | 7pt (7D) | 8pt (8D) | 9pt (8D) | 10pt (9D) | 11pt (10D) | 11pt large face (11D) | 12pt 12D) | 13.5pt on 14pE (14D) |
| UA.romein  | 348      | 348                           | 348      | 348      | 348      | 348       | 348        | 348                   | 348       |                      |
| UA.cursief | 76       | 76                            | 76       | 76       | 76       | 76        | 76         | geen cursief          | 76        | 76                   |
| set:       | 7        | 7.75                          | 7.75     | 8.5      | 9.25     | 9.5       | 10.25      | 11                    | 11.75     | 13.25                |
| line:      | M.1237   | M.1257                        | M.1257   | M.1285   | M.1312   | M.1300    | M.1325     | M.1346                | M.1375    | M.1440               |

310: Imprint Heavy No.1 (zie: 310 Imprint Bold)
410: Imprint Heavy No.2 (zie: 410 Imprint Bold)
101: Imprint Old Face (zie: 101 Imprint)
190: Imprint Shadow romein/cursief
display-matrijzen
| korps: | 60pt   | 72pt   |
| line:  | T.6237 | M.7516 |